# Lithocarpus amygdalifolius
Lithocarpus amygdalifolius är en bokväxtart som först beskrevs av Sidney Alfred Skan, och fick sitt nu gällande namn av Bunzo Hayata. Lithocarpus amygdalifolius ingår i släktet Lithocarpus och familjen bokväxter. Inga underarter finns listade.